# Čachtice
Čachtice ([t͡ʃaxt ʲ ɪt͡se], en húngaro: Csejte) es una aldea de Nové Mesto nad Váhom, situada entre la Depresión danubiana y los pequeños Cárpatos, en el oeste de Eslovaquia. 
Es más conocida por las ruinas del castillo de Čachtice, casa de Erzsébet Báthory, quien supuestamente fue la más prolífica asesina en serie de su época. El castillo se alza sobre una colina y la zona fue declarada una reserva natural (Čachtický hradný vrch) por este motivo.

## Historia
Elementos prehistóricos del Neolítico, la Edad del Cobre, la Edad del Bronce, cultura de Hallstatt, período de la Tène, los períodos romano y los primeros eslavos se han encontrado aquí.
La primera referencia escrita a la aldea data de 1263. Čachtice recibió el estatus de ciudad en 1392, pero más tarde fue degradado a un pueblo. En 1847 la casa parroquial fue el lugar de encuentro de la primera cultura nacional de eslovacos Tatrín, en la que la decisión definitiva de utilizar los dialectos eslovacos como base para el nuevo estándar de codificación de la lengua eslovaca.

## Demografía
| Año        | 1994 | 2004    | 2014     | 2024     |
| ---------- | ---- | ------- | -------- | -------- |
| Población  | 3577 | 3626    | 4010     | 3605     |
| Diferencia |      | +1,36 % | +10,59 % | −10,09 % |

| Año        | 2023 | 2024    |
| ---------- | ---- | ------- |
| Población  | 3620 | 3605    |
| Diferencia |      | −0,41 % |